# Apicia basifusata
Apicia basifusata är en fjärilsart som beskrevs av Walker 1862. Apicia basifusata ingår i släktet Apicia och familjen mätare. Inga underarter finns listade i Catalogue of Life.